# Phyllonorycter diversella
Phyllonorycter diversella là một loài bướm đêm thuộc họ Gracillariidae. Nó được tìm thấy ở Nova Scotia và Hoa Kỳ (Connecticut, Ohio, Kentucky, Maine và Vermont).
Ấu trùng ăn các loài Gaylussacia (bao gồm Gaylussacia baccata và Gaylussacia frondosa), Oxydendrum (bao gồm Oxydendrum arboreum) và Vaccinium (bao gồm Vaccinium corymbosum). Chúng ăn lá nơi chúng làm tổ.